# フランツ・ラハナー
フランツ・パウル・ラハナー（Franz Paul Lachner, 1803年4月2日、ライン・アム・レヒ - 1890年1月20日、ミュンヘン）は、ドイツの指揮者、作曲家。

## 略歴
フランツ・シューベルトの親友、ルイーゼ・アドルファ・ル・ボーの畏友、またエンゲルベルト・フンパーディンクの師として知られる。ラハナー3兄弟（他にイグナツ・ヴィンツェンツ）の長兄。ジーモン・ゼヒター、マクシミリアン・シュタードラーに音楽をまなぶ。ケルントナートーア劇場楽長、ミュンヘン宮廷劇場総監督として楽壇に重きをなした。
作曲家としてオペラ、8曲の交響曲、室内楽曲などの多数の作品を遺している。彼の作品はベートーヴェンとシューベルトの影響を強く受けている。

## 作品
詳細は英語版のw:List of compositions by Franz Lachnerを参照。
日本語の作品名表記はナクソス・ミュージックラブラリーより一部が参照可能。
https://ml.naxos.jp/composer1/21844
- 交響曲5番ハ短調『熱情』作品52（1835年，1839年）

- 『補償』（1828年）
- 『アリディア』（1828年）
- 『カタリーナ・コルナーロ』（1841年）
- 『ベンヴェヌート・チェルリーニ』（1849年）

## 外部リンク

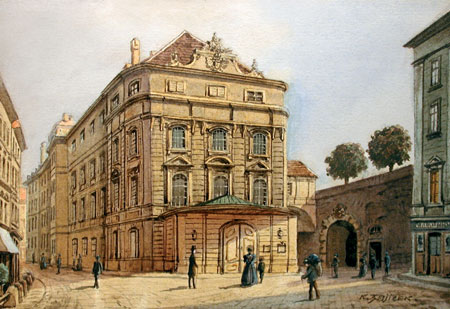
ケルントナートーア劇場（1830年）